# Irmin Schmidt
Irmin Schmidt (Berlino, 29 maggio 1937) è un compositore e tastierista tedesco.

## Biografia
Schmidt studiò musica al conservatorio di Dortmund, alla Folkwang Hochschule di Essen e al Mozarteum di Salisburgo. Studiò inoltre composizione seguendo i corsi di Karlheinz Stockhausen presso la Rheinische Musikschule di Colonia. Oltre a essere ricordato per aver fondato la band tedesca Can durante gli anni settanta, Schmidt si cimentò in una carriera solista nell'ambito della musica contemporanea e sperimentale. Schmidt realizzò inoltre musiche per il cinema e musicò un'opera ispirata al Gormenghast di Mervyn Peake.

## Discografia solista
- Filmmusik (1980)
- Filmmusik, Vol. 2 (1981)
- Toy Planet (1981) con Bruno Spoerri
- Filmmusik, Vols. 3 & 4 (1983)
- Rote Erde (1983) colonna sonora
- Musk At Dusk (1987)
- Filmmusik Vol. 5 (1989)
- Impossible Holidays (1991)
- Le Weekend (1991) maxi single
- Soundtracks 1978-1993 (1994)
- Gormenghast (2000)
- Masters of Confusion (2001) con Kumo
- Flies, Guys and Choirs (2008) DVD con Kumo
- Axolotl Eyes (2008) con Kumo
- Palermo Shooting (2008) colonna sonora
- Nocturne (2020)

## Filmografia parziale
- Zwei wie wir... und die Eltern wissen von nichts, regia di Karl Hamrun (1966)
- Un uomo da letto (Cream - Schwabing-Report), regia di Leon Capetanos (1971)
- Il coltello in testa (Messer im Kopf), regia di Reinhard Hauff (1978)
- Pizza Colonia, regia di Klaus Emmerich (1991)
- Palermo Shooting, regia di Wim Wenders (2008)